# Brossasco
Brossasco – miejscowość i gmina we Włoszech, w regionie Piemont, w prowincji Cuneo.
Według danych na rok 2004 gminę zamieszkiwały 1133 osoby, 40,5 os./km².